# Willie Gault
Pour les articles homonymes, voir Gault.
(en) Statistiques sur pro-football-reference
Willie James Gault, né le 5 septembre 1960 à Griffin (Géorgie) est ancien un joueur américain de football américain et athlète.
En tant qu'athlète, Gault a participé au record du monde du relais 4 × 100 m établi avec Emmit King, Calvin Smith et Carl Lewis lors du titre conquis aux championnats du monde d'athlétisme de 1983. Spécialiste du 110 m haies, il avait également remporté le bronze dans cette discipline à ces championnats.
Gault a été drafté en 1983 et a joué avec les Bears de Chicago jusqu'en 1988. Puis il fut échangé et joua désormais pour les Raiders de Los Angeles (aujourd'hui les Raiders d'Oakland).
Il s'est retiré au début des années 1990 pour poursuivre une carrière d'acteur à Hollywood. Il a notamment interprété le rôle de Wille le nettoyeur dans la série Le Caméléon.
Willie Gault continue néanmoins de fréquenter les pistes d'athlétisme avec un certain succès puisqu'il possède les records du monde de la catégorie d'âge M45 (45-49ans) du 100 m (10 s 72) et du 200 m (21 s 80)

## Palmarès en tant qu'athlète

### Jeux olympiques
- Jeux olympiques de 1980 à Moscou ( Union soviétique)
  - absent à la suite du boycott des États-Unis

### Championnats du monde d'athlétisme
- Championnats du monde d'athlétisme de 1983 à Helsinki ( Finlande)
  -  Médaille de bronze sur 110 m haies
  -  Médaille d'or en relais 4 × 100 m

## Records
| Épreuve   | Temps                            | Date            | lieu         |
| --------- | -------------------------------- | --------------- | ------------ |
| 100 m     | 10 s 10                          | 5 juin 1982     | Provo        |
| 110 mH    | 13 s 26                          | 25 juillet 1982 | Indianapolis |
| 4 × 100 m | 37 s 86 (ancien record du monde) | 13 août 1983    | Helsinki     |